# David de Gea
David de Gea Quintana (Madrid, 7 novembre 1990) è un calciatore spagnolo, portiere della Fiorentina.
Inizia la propria carriera nell'Atletico Madrid, di cui a 19 anni diventa titolare e con cui vince subito una UEFA Europa League e una Supercoppa UEFA. Dopo due sole stagioni, nel 2011 passa agli inglesi del Manchester United. Vi rimarrà per 12 campionati, vincendo otto trofei, tra cui una Premier League e un'altra Europa League, affermandosi tra i maggiori portieri della massima divisione inglese. Diventerà per altro il calciatore non britannico con più presenze nella storia dei Red Devils. Nel 2023 lascia l'Inghilterra e, dopo un anno di pausa, si trasferisce in Serie A, alla Fiorentina.
Con la nazionale spagnola ha disputato due mondiali e due europei, mettendo a referto 45 presenze tra 2014 e 2020.

## Caratteristiche tecniche
Considerato uno dei migliori portieri della sua generazione, De Gea è un estremo difensore elegante negli interventi e dotato di ottimi riflessi. Sicuro nelle uscite, nel corso degli anni ha migliorato notevolmente il proprio senso della posizione, che inizialmente non era tra le sue doti migliori. È inoltre abile con entrambi i piedi.
Nel 2010 è stato inserito nella lista dei migliori calciatori nati dopo il 1989 stilata da Don Balón.

## Carriera

### Club

#### Atlético Madrid
David de Gea, dopo un inizio nel calcio a 5, cresce nelle giovanili dell'Atlético Madrid, giocando dal 2007 al 2009 nella squadra B. Il 30 settembre 2009 esordisce in Champions League nella partita persa dall'Atlético per 2-0 in casa del Porto. Diventa portiere titolare dopo la metà della stagione 2009-2010, prendendo il posto di Sergio Asenjo. Gioca da titolare, risultando decisivo, nella vittoriosa finale di Europa League 2009-2010 di Amburgo. Nella Supercoppa UEFA 2010 contro l'Inter para un rigore a Diego Milito, sul punteggio di 2-0 per l'Atletico.

#### Manchester United
Il 29 giugno 2011, per 21 milioni di euro, passa ufficialmente al Manchester United. Il 6 agosto dello stesso anno fa il suo esordio con i Red Devils nella partita contro il Manchester City, valida per il Community Shield. Nonostante due suoi errori sulle reti di Joleon Lescott e Edin Džeko, il Manchester United riesce a ribaltare lo svantaggio iniziale e a vincere il trofeo. Fa il suo debutto in Premier League il 14 agosto, nella vittoria per 2-1 sul campo del West Bromwich Albion. Il 27 settembre esordisce in Champions League nel match contro il Basilea. Dopo aver giocato i primi mesi ad alti livelli, nel mese di dicembre, a seguito di diversi errori che hanno inciso sulla squadra facendole perdere punti, perde il posto da titolare a favore di Anders Lindegaard. Tuttavia, dopo un mese il portiere danese si infortuna e lo spagnolo torna in campo nel match di FA Cup contro i rivali del Liverpool, perso per 2-1.
Nella stagione 2012-2013, il portiere parte titolare sia in Premier League che in Champions League. Il 22 aprile 2013 vince la sua prima Premier League con il Manchester United, laureandosi campione d'Inghilterra con 4 giornate d'anticipo.
Il 17 settembre 2013 regala il suo primo assist in carriera per il secondo gol di Wayne Rooney, con un rilancio lungo dalla sua area, nella vittoria per 4-2 sul Bayer Leverkusen, durante la prima giornata del girone A di Champions League. Il 1º dicembre 2013, nella partita fra Tottenham Hotspur e Manchester United, terminata 2-2, raggiunge le 100 presenze totali con la maglia dei Red Devils.
Il 26 agosto 2014, in occasione della sconfitta in League Cup per 4-0 sul campo del MK Dons, indossa per la prima volta la fascia da capitano dei Red Devils. Il 27 settembre, nella gara vinta 2-1 in casa contro il West Ham United, raggiunge quota 100 presenze in Premier League con la maglia del Manchester United. Il 5 ottobre 2014, nella gara vinta 2-1 in casa contro l'Everton, raggiunge quota 200 presenze in carriera nei campionati nazionali. Conquista il quinto posto come miglior portiere nel 2016 nella lista dell'IFFHS. Nel corso delle due stagioni seguenti si conferma come uno dei migliori portieri al mondo. Durante l'annata 2016-2017 vince il Community Shield, l'EFL Cup e l'Europa League, ma la stagione viene condizionata da un rendimento altalenante in campionato, concluso al 4º posto. Nella stagione seguente il campionato procede in modo migliore, tuttavia il Manchester United non riesce mai a giocarsi lo scudetto coi rivali del City. Le prestazioni di de Gea sono in ascesa, con un picco nella partita contro l'Arsenal finita 3-1 per i Red Devils. La squadra però perde la finale di EFL Cup e viene eliminata dalla Champions agli ottavi.
Il 26 maggio 2021 sbaglia il rigore decisivo della finale di UEFA Europa League contro il Villarreal, consegnando alla compagine spagnola la vittoria dopo 21 rigori andati a segno.
Al termine della stagione 2022-2023 il portiere spagnolo lascia il Manchester United in seguito alla decisione di non rinnovare il proprio contratto in scadenza; ha collezionato in tutto 545 presenze in dodici anni con il club inglese, vincendo otto trofei.

#### Fiorentina
Dopo aver trascorso più di un anno da svincolato, il 9 agosto 2024 De Gea viene tesserato dalla Fiorentina, in Serie A, con cui firma un contratto annuale, con opzione per un'ulteriore stagione. Esordisce in viola il 22 agosto in occasione della partita casalinga contro la Puskás Akadémia valida per i playoff di Conference League, terminata 3-3. Il 6 ottobre contro il Milan, durante la settima giornata di campionato, si distingue parando due rigori: grazie a lui la formazione toscana riesce a vincere il match per 2-1. Chiude la prima stagione in viola al sesto posto in campionato, che vale la qualificazione alla Conference League. 
Il 30 maggio 2025 rinnova il suo contratto con la Fiorentina, estendendo il suo legame col club viola fino al 2028 

### Nazionale
Nel 2007 fa parte della nazionale spagnola Under-17, squadra che giunge seconda al Mondiale di categoria. 
Nel maggio 2010 viene pre-selezionato dal ct della Spagna, Vicente del Bosque, in vista del campionato del mondo 2010, tuttavia non farà parte dei 23 calciatori portati al Mondiale perché nel suo ruolo gli vengono preferiti i più esperti Iker Casillas, Pepe Reina e Víctor Valdés.
Nel giugno 2013 fa parte della Under-21 spagnola che vince l'Europeo di categoria.

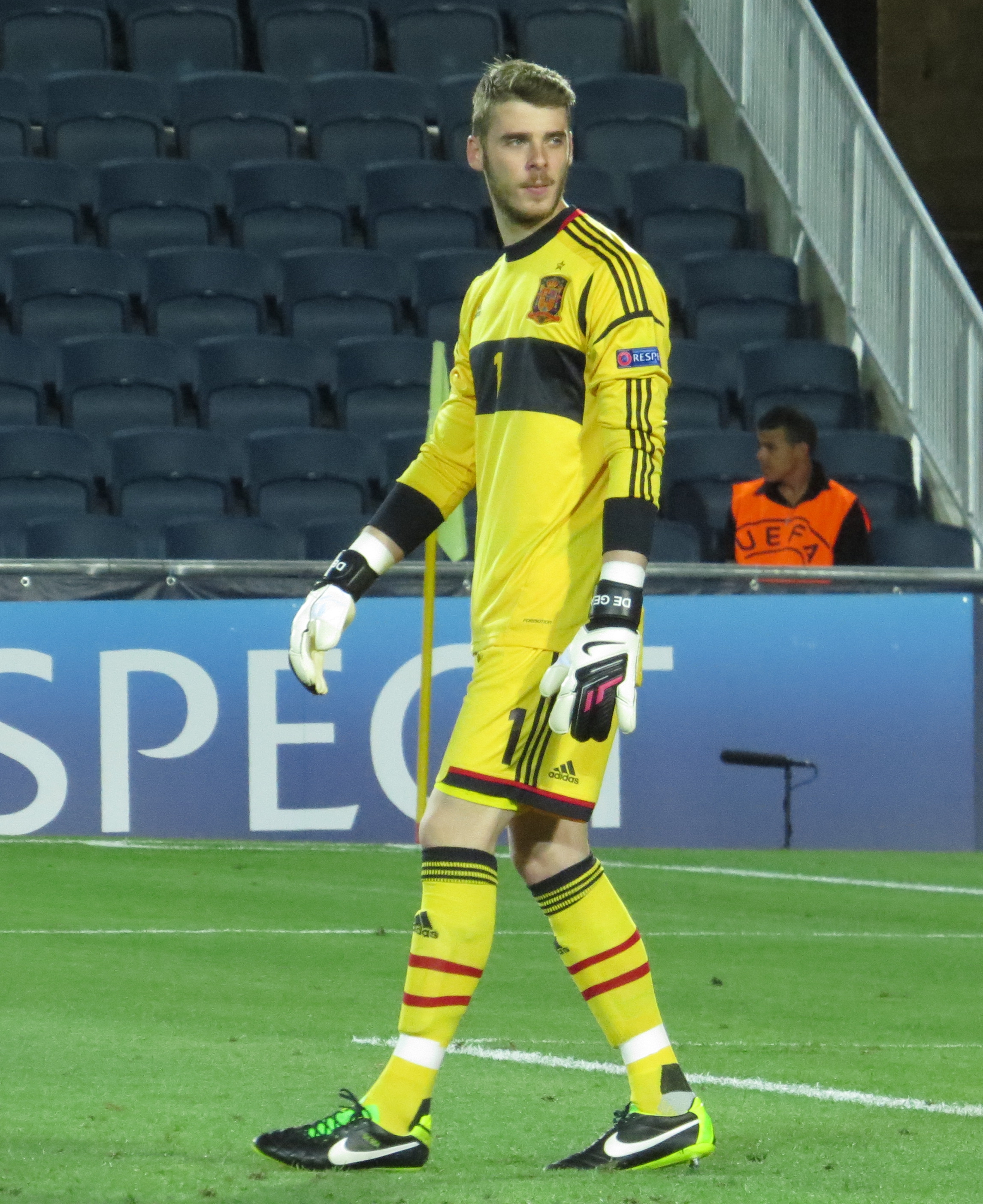
David de Gea con la nazionale spagnola Under-21 nel 2013

Esordisce con la nazionale spagnola il 7 giugno 2014, a 23 anni, subentrando ad Iker Casillas nella gara amichevole vinta per 2-0 contro El Salvador, e prende parte al campionato del mondo 2014 come terzo portiere, dietro lo stesso Casillas e Pepe Reina. 
Convocato per il campionato d'Europa 2016, nella competizione continentale scende in campo da titolare.
Il 21 maggio 2018 viene incluso dal commissario tecnico della Spagna Lopetegui nella lista dei convocati per il campionato del mondo 2018, manifestazione in cui De Gea veste la maglia di titolare e che per la nazionale spagnola si conclude agli ottavi di finale, nei quali viene sconfitta ai rigori dai padroni di casa della Russia.
Convocato per Euro 2020, in questa manifestazione è riserva di Unai Simón.

## Statistiche

### Presenze e reti nei club
Statistiche aggiornate al 12 maggio 2025.
| Stagione                 | Squadra                  | Campionato               | Campionato | Campionato | Coppe nazionali | Coppe nazionali | Coppe nazionali | Coppe internazionali | Coppe internazionali | Coppe internazionali | Altre coppe | Altre coppe | Altre coppe | Totale | Totale |
| Stagione                 | Squadra                  | Comp                     | Pres       | Reti       | Comp            | Pres            | Reti            | Comp                 | Pres                 | Reti                 | Comp        | Pres        | Reti        | Pres   | Reti   |
| ------------------------ | ------------------------ | ------------------------ | ---------- | ---------- | --------------- | --------------- | --------------- | -------------------- | -------------------- | -------------------- | ----------- | ----------- | ----------- | ------ | ------ |
| 2008-2009                | Atlético Madrid B        | SDB                      | 35         | -38        | -               | -               | -               | -                    | -                    | -                    | -           | -           | -           | 35     | -38    |
| 2009-2010                | Atlético Madrid          | PD                       | 19         | -28        | CR              | 7               | -10             | UCL+UEL              | 1+8                  | -2 + -7              | -           | -           | -           | 35     | -47    |
| 2010-2011                | Atlético Madrid          | PD                       | 38         | -53        | CR              | 5               | -5              | UEL                  | 5                    | -7                   | SU          | 1           | 0           | 49     | -65    |
| Totale Atlético Madrid   | Totale Atlético Madrid   | Totale Atlético Madrid   | 57         | -81        |                 | 12              | -15             |                      | 14                   | -16                  |             | 1           | 0           | 84     | -112   |
| 2011-2012                | Manchester Utd           | PL                       | 29         | -29        | FACup+CdL       | 1+0             | -2              | UCL+UEL              | 4+4                  | -7 + -7              | CS          | 1           | -2          | 39     | -47    |
| 2012-2013                | Manchester Utd           | PL                       | 28         | -26        | FACup+CdL       | 5+1             | -7 + -1         | UCL                  | 7                    | -8                   | -           | -           | -           | 41     | -42    |
| 2013-2014                | Manchester Utd           | PL                       | 37         | -43        | FACup+CdL       | 0+4             | -3              | UCL                  | 10                   | -9                   | CS          | 1           | 0           | 52     | -55    |
| 2014-2015                | Manchester Utd           | PL                       | 37         | -36        | FACup+CdL       | 5+1             | -3 + -4         | -                    | -                    | -                    | -           | -           | -           | 43     | -43    |
| 2015-2016                | Manchester Utd           | PL                       | 34         | -33        | FACup+CdL       | 6+1             | -5 + 0          | UCL+UEL              | 6+2                  | -7 + -3              | -           | -           | -           | 49     | -48    |
| 2016-2017                | Manchester Utd           | PL                       | 35         | -29        | FACup+CdL       | 1+5             | -1 + -5         | UEL                  | 3                    | -4                   | CS          | 1           | -1          | 45     | -40    |
| 2017-2018                | Manchester Utd           | PL                       | 37         | -28        | FACup+CdL       | 2+0             | -2              | UCL                  | 6                    | -3                   | SU          | 1           | -2          | 46     | -35    |
| 2018-2019                | Manchester Utd           | PL                       | 38         | -54        | FACup+CdL       | 0               | 0               | UCL                  | 9                    | -9                   | -           | -           | -           | 47     | -63    |
| 2019-2020                | Manchester Utd           | PL                       | 38         | -36        | FACup+CdL       | 1+2             | -3 + -3         | UEL                  | 2                    | -2                   | -           | -           | -           | 43     | -44    |
| 2020-2021                | Manchester Utd           | PL                       | 26         | -32        | FACup+CdL       | 0               | 0               | UCL+UEL              | 5+5                  | -8 + -6              | -           | -           | -           | 36     | -46    |
| 2021-2022                | Manchester Utd           | PL                       | 38         | -57        | FACup+CdL       | 1+0             | 0               | UCL                  | 7                    | -9                   | -           | -           | -           | 46     | -66    |
| 2022-2023                | Manchester Utd           | PL                       | 38         | -43        | FACup+CdL       | 6+2             | -6 + 0          | UEL                  | 12                   | -12                  | -           | -           | -           | 58     | -61    |
| Totale Manchester United | Totale Manchester United | Totale Manchester United | 415        | -446       |                 | 44              | -45             |                      | 82                   | -94                  |             | 4           | -5          | 545    | -590   |
| 2024-2025                | Fiorentina               | A                        | 33         | -34        | CI              | 0               | 0               | UECL                 | 7                    | -12                  | -           | -           | -           | 40     | -46    |
| Totale carriera          | Totale carriera          | Totale carriera          | 540        | -598       |                 | 56              | -60             |                      | 103                  | -122                 |             | 5           | -5          | 704    | -786   |

### Cronologia presenze e reti in nazionale
| Cronologia completa delle presenze e delle reti in nazionale ― Spagna | Cronologia completa delle presenze e delle reti in nazionale ― Spagna | Cronologia completa delle presenze e delle reti in nazionale ― Spagna | Cronologia completa delle presenze e delle reti in nazionale ― Spagna | Cronologia completa delle presenze e delle reti in nazionale ― Spagna | Cronologia completa delle presenze e delle reti in nazionale ― Spagna | Cronologia completa delle presenze e delle reti in nazionale ― Spagna | Cronologia completa delle presenze e delle reti in nazionale ― Spagna |
| Data                                                                  | Città                                                                 | In casa                                                               | Risultato                                                             | Ospiti                                                                | Competizione                                                          | Reti                                                                  | Note                                                                  |
| --------------------------------------------------------------------- | --------------------------------------------------------------------- | --------------------------------------------------------------------- | --------------------------------------------------------------------- | --------------------------------------------------------------------- | --------------------------------------------------------------------- | --------------------------------------------------------------------- | --------------------------------------------------------------------- |
| 7-6-2014                                                              | Landover                                                              | El Salvador                                                           | 0 – 2                                                                 | Spagna                                                                | Amichevole                                                            | -                                                                     | 83’                                                                   |
| 4-9-2014                                                              | Saint-Denis                                                           | Francia                                                               | 1 – 0                                                                 | Spagna                                                                | Amichevole                                                            | -1                                                                    |                                                                       |
| 12-10-2014                                                            | Lussemburgo                                                           | Lussemburgo                                                           | 0 – 4                                                                 | Spagna                                                                | Qual. Euro 2016                                                       | -                                                                     |                                                                       |
| 31-3-2015                                                             | Amsterdam                                                             | Paesi Bassi                                                           | 2 – 0                                                                 | Spagna                                                                | Amichevole                                                            | -2                                                                    |                                                                       |
| 11-6-2015                                                             | León                                                                  | Spagna                                                                | 2 – 1                                                                 | Costa Rica                                                            | Amichevole                                                            | -1                                                                    |                                                                       |
| 8-9-2015                                                              | Skopje                                                                | Macedonia                                                             | 0 – 1                                                                 | Spagna                                                                | Qual. Euro 2016                                                       | -                                                                     |                                                                       |
| 12-10-2015                                                            | Kiev                                                                  | Ucraina                                                               | 0 – 1                                                                 | Spagna                                                                | Qual. Euro 2016                                                       | -                                                                     | 88’                                                                   |
| 24-3-2016                                                             | Udine                                                                 | Italia                                                                | 1 – 1                                                                 | Spagna                                                                | Amichevole                                                            | -1                                                                    |                                                                       |
| 7-6-2016                                                              | Madrid                                                                | Spagna                                                                | 0 – 1                                                                 | Georgia                                                               | Amichevole                                                            | -1                                                                    |                                                                       |
| 13-6-2016                                                             | Tolosa                                                                | Spagna                                                                | 1 – 0                                                                 | Rep. Ceca                                                             | Euro 2016 - 1º turno                                                  | -                                                                     |                                                                       |
| 17-6-2016                                                             | Nizza                                                                 | Spagna                                                                | 3 – 0                                                                 | Turchia                                                               | Euro 2016 - 1º turno                                                  | -                                                                     |                                                                       |
| 21-6-2016                                                             | Bordeaux                                                              | Croazia                                                               | 2 – 1                                                                 | Spagna                                                                | Euro 2016 - 1º turno                                                  | -2                                                                    |                                                                       |
| 27-6-2016                                                             | Saint-Denis                                                           | Italia                                                                | 2 – 0                                                                 | Spagna                                                                | Euro 2016 - Ottavi di finale                                          | -2                                                                    |                                                                       |
| 1-9-2016                                                              | Bruxelles                                                             | Belgio                                                                | 0 – 2                                                                 | Spagna                                                                | Amichevole                                                            | -                                                                     |                                                                       |
| 5-9-2016                                                              | León                                                                  | Spagna                                                                | 8 – 0                                                                 | Liechtenstein                                                         | Qual. Mondiali 2018                                                   | -                                                                     |                                                                       |
| 6-10-2016                                                             | Torino                                                                | Italia                                                                | 1 – 1                                                                 | Spagna                                                                | Qual. Mondiali 2018                                                   | -1                                                                    |                                                                       |
| 9-10-2016                                                             | Scutari                                                               | Albania                                                               | 0 – 2                                                                 | Spagna                                                                | Qual. Mondiali 2018                                                   | -                                                                     |                                                                       |
| 12-11-2016                                                            | Granada                                                               | Spagna                                                                | 4 – 0                                                                 | Macedonia                                                             | Qual. Mondiali 2018                                                   | -                                                                     |                                                                       |
| 24-3-2017                                                             | Gijón                                                                 | Spagna                                                                | 4 – 1                                                                 | Israele                                                               | Qual. Mondiali 2018                                                   | -1                                                                    |                                                                       |
| 28-3-2017                                                             | Saint-Denis                                                           | Francia                                                               | 0 – 2                                                                 | Spagna                                                                | Amichevole                                                            | -                                                                     |                                                                       |
| 11-6-2017                                                             | Skopje                                                                | Macedonia                                                             | 1 – 2                                                                 | Spagna                                                                | Qual. Mondiali 2018                                                   | -1                                                                    |                                                                       |
| 2-9-2017                                                              | Madrid                                                                | Spagna                                                                | 3 – 0                                                                 | Italia                                                                | Qual. Mondiali 2018                                                   | -                                                                     |                                                                       |
| 5-9-2017                                                              | Vaduz                                                                 | Liechtenstein                                                         | 0 – 8                                                                 | Spagna                                                                | Qual. Mondiali 2018                                                   | -                                                                     |                                                                       |
| 6-10-2017                                                             | Alicante                                                              | Spagna                                                                | 3 – 0                                                                 | Albania                                                               | Qual. Mondiali 2018                                                   | -                                                                     |                                                                       |
| 14-11-2017                                                            | San Pietroburgo                                                       | Russia                                                                | 3 – 3                                                                 | Spagna                                                                | Amichevole                                                            | -3                                                                    |                                                                       |
| 23-3-2018                                                             | Düsseldorf                                                            | Germania                                                              | 1 – 1                                                                 | Spagna                                                                | Amichevole                                                            | -1                                                                    |                                                                       |
| 27-3-2018                                                             | Madrid                                                                | Spagna                                                                | 6 – 1                                                                 | Argentina                                                             | Amichevole                                                            | -1                                                                    |                                                                       |
| 3-6-2018                                                              | Vila-real                                                             | Spagna                                                                | 1 – 1                                                                 | Svizzera                                                              | Amichevole                                                            | -1                                                                    |                                                                       |
| 9-6-2018                                                              | Krasnodar                                                             | Tunisia                                                               | 0 – 1                                                                 | Spagna                                                                | Amichevole                                                            | -                                                                     |                                                                       |
| 15-6-2018                                                             | Soči                                                                  | Portogallo                                                            | 3 – 3                                                                 | Spagna                                                                | Mondiali 2018 - 1º turno                                              | -3                                                                    |                                                                       |
| 20-6-2018                                                             | Kazan'                                                                | Iran                                                                  | 0 – 1                                                                 | Spagna                                                                | Mondiali 2018 - 1º turno                                              | -                                                                     |                                                                       |
| 25-6-2018                                                             | Kaliningrad                                                           | Spagna                                                                | 2 – 2                                                                 | Marocco                                                               | Mondiali 2018 - 1º turno                                              | -2                                                                    |                                                                       |
| 1-7-2018                                                              | Mosca                                                                 | Spagna                                                                | 1 – 1 dts (3-4 dtr)                                                   | Russia                                                                | Mondiali 2018 - Ottavi di finale                                      | -1                                                                    |                                                                       |
| 8-9-2018                                                              | Londra                                                                | Inghilterra                                                           | 1 – 2                                                                 | Spagna                                                                | UEFA Nations League 2018-2019 - 1º turno                              | -1                                                                    |                                                                       |
| 11-9-2018                                                             | Elche                                                                 | Spagna                                                                | 6 – 0                                                                 | Croazia                                                               | UEFA Nations League 2018-2019 - 1º turno                              | -                                                                     |                                                                       |
| 11-10-2018                                                            | Cardiff                                                               | Galles                                                                | 1 – 4                                                                 | Spagna                                                                | Amichevole                                                            | -                                                                     | 46’                                                                   |
| 15-10-2018                                                            | Siviglia                                                              | Spagna                                                                | 2 – 3                                                                 | Inghilterra                                                           | UEFA Nations League 2018-2019 - 1º turno                              | -3                                                                    |                                                                       |
| 15-11-2018                                                            | Zagabria                                                              | Croazia                                                               | 3 – 2                                                                 | Spagna                                                                | UEFA Nations League 2018-2019 - 1º turno                              | -3                                                                    |                                                                       |
| 23-3-2019                                                             | Valencia                                                              | Spagna                                                                | 2 – 1                                                                 | Norvegia                                                              | Qual. Euro 2020                                                       | -1                                                                    |                                                                       |
| 8-9-2019                                                              | Gijón                                                                 | Spagna                                                                | 4 – 0                                                                 | Fær Øer                                                               | Qual. Euro 2020                                                       | -                                                                     |                                                                       |
| 15-10-2019                                                            | Stoccolma                                                             | Svezia                                                                | 1 – 1                                                                 | Spagna                                                                | Qual. Euro 2020                                                       | -1                                                                    | 60’                                                                   |
| 3-9-2020                                                              | Stoccarda                                                             | Germania                                                              | 1 – 1                                                                 | Spagna                                                                | UEFA Nations League 2020-2021 - 1º turno                              | -1                                                                    |                                                                       |
| 6-9-2020                                                              | Madrid                                                                | Spagna                                                                | 4 – 0                                                                 | Ucraina                                                               | UEFA Nations League 2020-2021 - 1º turno                              | -                                                                     |                                                                       |
| 10-10-2020                                                            | Madrid                                                                | Spagna                                                                | 1 – 0                                                                 | Svizzera                                                              | UEFA Nations League 2020-2021 - 1º turno                              | -                                                                     |                                                                       |
| 13-10-2020                                                            | Kiev                                                                  | Ucraina                                                               | 1 – 0                                                                 | Spagna                                                                | UEFA Nations League 2020-2021 - 1º turno                              | -1                                                                    |                                                                       |
| Totale                                                                |                                                                       | Presenze                                                              | 45                                                                    |                                                                       | Reti                                                                  | -36                                                                   |                                                                       |

## Palmarès

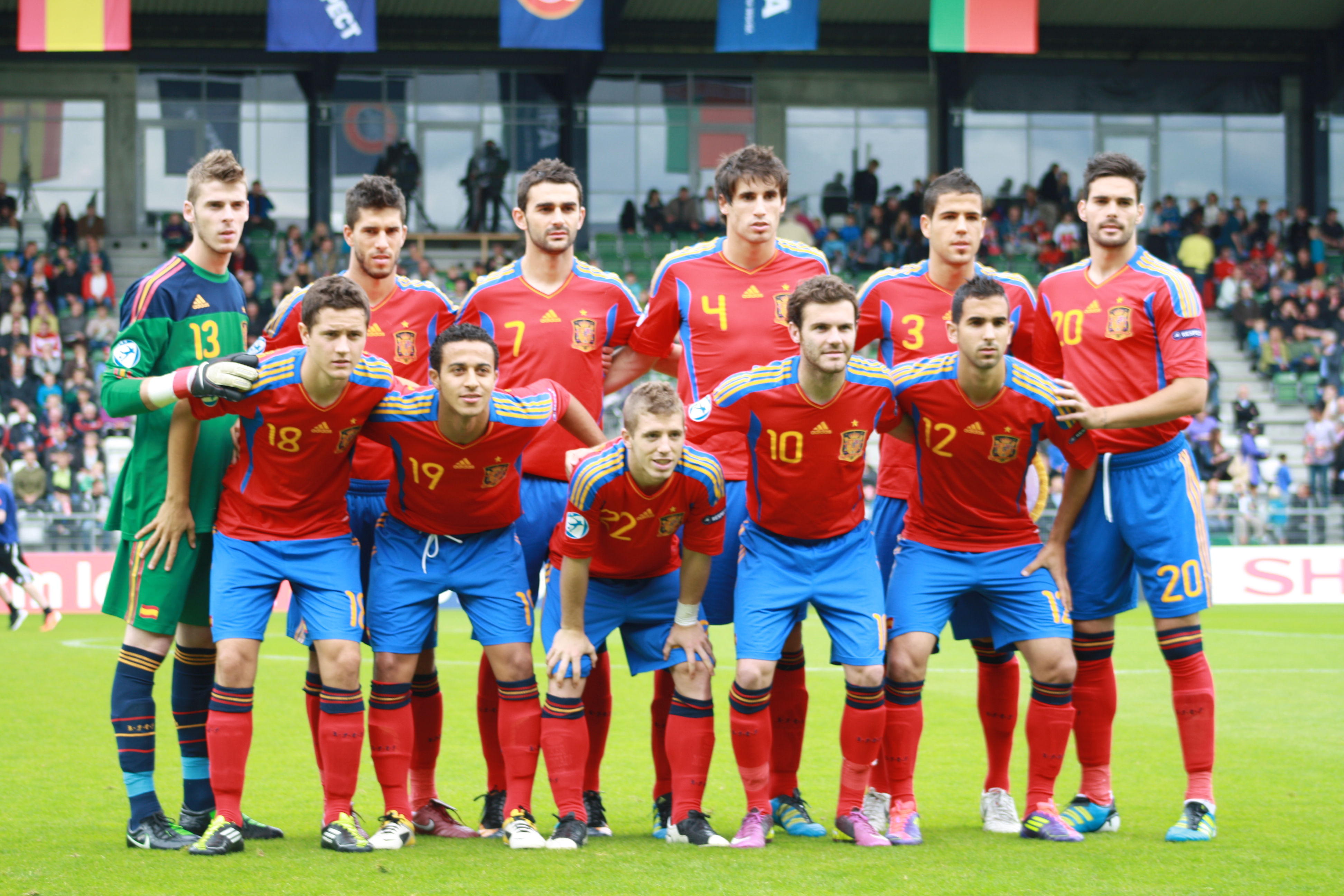
De Gea, sulla sinistra, con la nazionale spagnola Under-21

### Club

#### Competizioni nazionali
- Community Shield: 3

Manchester United: 2011, 2013, 2016
- Campionato inglese: 1

Manchester United: 2012-2013
- Coppa d'Inghilterra: 1

Manchester United: 2015-2016
- Coppa di Lega inglese: 2

Manchester United: 2016-2017, 2022-2023

#### Competizioni internazionali
- UEFA Europa League: 2

Atletico Madrid: 2009-2010
Manchester United: 2016-2017
- Supercoppa UEFA: 1

Atletico Madrid: 2010

### Nazionale
- Campionato d'Europa Under-17: 1

Belgio 2007
- Campionato d'Europa Under-21: 2

Danimarca 2011, Israele 2013

### Individuale
- Inserito nella selezione UEFA dell'Europeo Under-21: 2

Danimarca 2011, Israele 2013
- Squadra dell'anno della PFA: 5

2013, 2015, 2016, 2017, 2018
- Sir Matt Busby Player of the Year: 4

2013-14, 2014-15, 2015-16, 2017-18
- Squadra della stagione della UEFA Europa League: 1

2015-2016
- Miglior portiere della Premier League: 2

2017-2018, 2022-2023
- FIFA FIFPro World XI: 1

2018